# Ladislav Malý (1862)
Ladislav Malý (17. března 1862 Příbram – 4. března 1956 Příbram) byl český pedagog a spisovatel.

## Životopis
Narodil se v rodině učitele Šebestiana Malého (1832–1876) a Johany Houskové (1843). Měl tři sourozence: Vácslava (1865) zlatníka, Marii (1869–1873) a Jana (1871). Roku 1887 se oženil s Kamilou Herrmanovou (1862–1934). Měl s ní tři děti: Ladislava (1887), Jarmilu (1888–1889) a Marii (1896).
Obecnou školu a nižší reálné gymnázium navštěvoval v Příbrami. Roku 1877 začal studoval na zdejším učitelského ústavu, studia dokončil v učitelském ústavu v Praze roku 1881. Postupně byl podučitelem v Dobříši (1881–1883), podučitelem a učitelem v Březových Horách (1883–1897) a nakonec byl roku 1897 jmenován řídicím učitelem na nově vzniklé škole ve Staré Huti.
Prázdniny využíval k cestování po našich zemích, střední a jižní Evropě. O svých cestách často přednášel, byl aktivním propagátorem turistiky, činný v Klubu českých turistů. Účastnil se kulturního, společenského a spolkového života v Příbrami, na Dobříši i v dalších okolních obcích. Byl organizátorem ochotnického divadla, včelařských, štěpařských a malířských kurzů. Zabýval se kulturní historií svého kraje.
V roce 1923 odešel do penze a vrátil se do Příbrami. Stal se správcem zdejšího muzea, k jehož založení dal v roce 1886 podnět. Od roku 1929 vydával Věstník městského muzea v Příbrami, v němž také publikoval své drobnější regionální práce.
Byl autorem knih pro mládež, např. pohádek a povídek, které čerpají z historie i místních pověstí aj., pro dospělé psal knihy z oblasti fantastiky. Dále byl autorem publikace o významu hry pro děti, drobných kulturněhistorických prací a řady turistických publikací, především o příbramském a dobříšském regionu.

## Dílo
- Hračky dětí českoslovanských, 1895 [Alois Hynek, Praha]
- Vycházky [a výlety] po okolí příbramském, 1897 [Karel Simon, Příbram]
- Vzhůru na cesty, 1897 [předmluva prof. Viléma Kurze, Klub českých turistů, Praha]
- Ukazatel časopisu Klubu českých turistů I, 1899 [KČT, Praha]
- Strýčkova cesta, 1905 [Pokladnice mládeže sv. 103, pořádá Antonín Mojžíš, A. Hynek, Praha]
- Ukazatel časopisu KČT II, 1909 [ KČT, Praha]
- Z vlaštovčích kronik, 1910 [První obrázková knihovna pro českou mládež, roč. XVIII, číslo 19, Alois Šašek, Velké Meziříčí]
- Nový průvodce po Příbrami [a okolí], 1911 [Karel Simon, Příbram]
- Průvodce po Dobříši [a okolí], 1911 [v. n., v komisi K. Simona, Dobříš
- Z ovzduší Adrie, 1912 [První obrázková knihovna pro českou mládež, pořádají Karel Zákoucký a Karel Křivý, A. Šašek, Velké Meziříčí]
- O dvou sněhulácích, 1913 [Tuček, Dobříš]
- Srážka dvou světů, 1913 [týdeník Dobříšsko, Dobříš]
- Fantastické povídky, 1914 [týdeník Dobříšsko, Dobříš]
- Svatba na císařské louce, 1915 [v. n., Stará Huť]
- Ukazatel časopisu KČT III, 1915 [KČT, Praha]
- Poklad víly Vltavy, 1918 [v. n., Dobříš]
- Ukazatel časopisu KČT IV, 1918 [KČT, Praha]
- Československý Všeuměl, 1927 [A. Hynek, Praha]
- V staré a nové domovině, 1927 [místo a nakladatel nezjištěny]
- Nový průvodce po Dobříši [a okolí], 1928 [František Hausekr, Dobříš]
- Věstník musea v Příbrami, 1929 [Městské museum, Příbram]
- Příbramsko a Dobříšsko, 1930 [Okresní školní výbor, Příbram]
- Horymír, 1933 [Městská spořitelna, Příbram]
- Věstníky musea, 24 čísel, 1930–1940 [Městské museum, Příbram]
- Dobříšské obrázky, 1937 [v. n., Příbram]
- Svatá Hora a umění, 1938 [v. n., Příbram]
- Jiskerky života, 1939 [v. n., Příbram]
- Příbramské obrázky, 1940 [v. n., Příbram]
- V tajemné tůni vil, 1940 [v. n., Příbram]
- Paměti starého Příbramana, 1940 [Věstník musea, Příbram]
- Ponorkou a aeroplánem, 1941 [v. n., Příbram]
- Vodníkova kmotřička, 1945 [Knižnice Pomněnky, sv. 1, Antonín Pelz, Příbram] [Památník obce]
- Stará Huť, 1947 [Místní rada osvětová, Stará Huť]
- Se Šebíčkem za chlebíčkem, 1947 [v. n., Příbram]